# 麹允
麹 允（きく いん、? - 316年）は、中国西晋時代の人物。金城郡（現在の甘粛省蘭州市）の出身。

## 生涯
麹氏は游氏と共に代々地元の豪族であったという。西方の州では「麹と游は自らの牛羊を数えない。南に朱門を開き、北に青楼を望む。」と謡われていた。やがて仕官し、安夷護軍に任じられた。
永嘉5年（311年）6月、洛陽が漢軍の攻勢により陥落し、懐帝は捕らわれの身となった。さらに8月、関中を守る南陽王司馬模は漢軍に敗北し、長安もまた漢の手中に落ちた。10月、司馬模が殺害されると、麹允は馮翊太守索綝・頻陽県令梁粛と共に安定へ逃走したが、その途上で安定郡太守賈疋が漢に送った人質と遭遇した。麹允らはその人質を連れ去って安定の治所臨涇に入ると、賈疋へ長安を奪還して晋室復興を援けるよう説得し、賈疋はこれに同意した。こうして賈疋を平西将軍に推戴し、5万の兵を率いて共に長安へ攻撃した。
永嘉6年（312年）4月、長安奪還が果たされると、秦王司馬鄴（後の愍帝）は長安へ入った。9月、司馬鄴は皇太子に擁立され、太子詹事閻鼎が百官を総監し、朝政を司る事となった。麹允は始平郡太守に任じられた。
12月、麹允は閻鼎の功を妬んでおり、かつ権勢を得ようと目論んでいたので、閻鼎が京兆尹梁綜を殺害したのを契機に、撫夷護軍索綝・馮翊太守梁緯・北地郡太守梁粛と共に連名で閻鼎を弾劾し、閻鼎が無君の心を有して独断で大臣を殺戮していると訴えて誅殺を請うた。また、同時に兵を繰り出して閻鼎を攻撃すると、閻鼎は雍城へ逃走したが、氐の竇首に殺害された。同時期、雍州刺史賈疋が盧水胡の彭天護によって殺害されると、百官の推挙により麹允が雍州刺史となった。
建興元年（313年）4月、司馬鄴が皇帝に即位すると、麹允は尚書左僕射・領軍将軍・持節・西戎校尉・録尚書事に任じられ、雍州刺史もそのまま兼務した。
5月、漢の中山王劉曜が司隷校尉喬智明・武牙将軍李景年・平西将軍趙染と共に長安攻撃の為に襲来し、蒲坂に駐軍した。司馬鄴は麹允へ黄白城に拠って漢軍を阻むよう命じた。9月、麹允は劉曜・趙染らを阻んだが幾度も敗れ、征東大将軍索綝が麹允を救援した。11月、劉曜は油断して備えを設けていなかったので、麹允は兵を率いて奇襲を掛けた。これにより大勝を挙げて冠軍将軍喬智明を討ち取り、劉曜を退却させた。
建興2年（314年）5月、劉曜・趙染・殷凱が数万の兵を率いて長安に迫った。麹允は馮翊で迎撃したが、敗北を喫して撤退した。だが、その日の夜に殷凱の陣営に奇襲を仕掛け、殷凱を敗死させて劉曜を退却させた。7月、趙染が単独で北地を攻撃したが、麹允はこれを撃破して趙染を射殺した。
建興3年（315年）9月、劉曜が北地を攻撃すると、麹允は大都督・驃騎将軍に任じられ、黄白城に駐屯して北地の救援に当たった。10月、劉曜は麹允の到来を聞くと転進して上郡に侵攻したので、麹允は黄白城を去って霊武に駐屯した。だが、彼は弱兵しか従えておらず、軍の餓えが酷かった事もあり、漢軍を恐れて進軍を中止した。麹允は長安を放棄し、愍帝を奉じて秦州にいる相国司馬保を頼ろうとしたが、索綝は「司馬保が天子を得たら、私欲に用いるだろう」と反対したので取りやめた。これ以降、長安以西は司馬保の命を奉じて朝廷の命に従わず、長安では食糧の供給は絶えて百官は窮乏し、野稲を採って飢えをしのぐ有様となった。
建興4年（316年）7月、劉曜が再び北地を包囲すると、北地郡太守麹昌は使者を派遣して救援を求めた。これを受け、麹允は歩騎3万を率いて北地に向かい、城から数十里の所まで来た。これを聞いた劉曜は城の周りに火を点け、空を覆うほどの煙を立ち昇らせ、麹允へ間諜を送り「郡城は既に陥落しました。もう救援しても間に合いません。」と伝えた。麹允はこれを信じ込んでしまい、軍は劉曜を恐れて瓦解してしまった。数日後、麹昌は包囲を突破して長安に向かったが、劉曜により追撃を受けて磻石谷で撃破され、麹允はなんとか霊武に撤退した。これにより、北地は漢の占領下となった。
関中の混乱がさらに悪化すると、麹允は安定郡太守焦嵩に援軍を求めた。しかし焦嵩は元から麹允を軽視していたため、理由を付けて救援を拒否した。
8月、劉曜が長安に逼迫すると、相国司馬保は胡嵩に兵を与えて長安に向かわせたが、胡嵩もまた麹允や索綝と対立しており、彼らの威勢が再び盛んになることを恐れ、攻撃を止めて槐里に戻った。劉曜の攻勢により遂に長安外城は陥落し、麹允と索綝は小城に撤退した。これにより長安城は内外が遮断され、城内では食糧が尽きてしまった。民衆の飢餓は甚だしく、死者は人口の半数を優に超えたという。食糧庫には麹しか無かったので、麹允は麹で粥を作って司馬鄴の食事としたが、やがてそれも尽きてしまった。
11月、司馬鄴は涙を流して麹允へ「ここまで窮乏しているのに外援もない。恥を忍んで降れば、士民を活かすことも出来るであろう」と言い、降伏を決断した。また「我を誤らせたのは麹、索の二公である」と嘆いたという。麹允は司馬鄴と共に連行され、漢都平陽に至った。
漢帝劉聡が光極殿に登り、司馬鄴がその前で叩頭する姿を見て、麹允は地に伏して慟哭した。劉聡は起き上がるように命じたが、構わず泣き続けので、劉聡は激怒して麹允を牢獄に入れた。やがて、麹允は憤りをから自殺した。劉聡は麹允の忠烈を評価し、車騎将軍を追贈し、節愍侯と諡した。

## 評価
麹允は仁に厚い人物であったが、威厳や決断力が無かった。呉皮・王隠といった無頼の凶人にも重い爵位を与え、新平郡太守竺恢・始平郡太守楊像・扶風郡太守竺爽・安定郡太守焦嵩らをみな四征・四鎮将軍に任じて節を与え、侍中・常侍を加えた。また、村の塢主のような小人にも官職や将軍号を与え、衆心を慰撫・団結させたいと考えていた。だが、逆に諸将は驕り高ぶるようになり、恩恵は下の人物にまで及ばず、人心は離れていったという。